# Ana Cristina (voleibolista)
Ana Cristina Menezes Oliveira de Souza (Rio de Janeiro, 7 de abril de 2004) é uma voleibolista brasileira, vice-campeã olímpica que atua nas posições de ponteira e oposto. Sua marca de alcance é de 320 cm no ataque e 296 cm no bloqueio.

## Carreira

### Clubes
A prática esportiva não era algo incomum em seu ambiente familiar, frequentadora de ginásios e quadras desde a infância, isto porque seus pais atuaram como profissionais em suas respectivas modalidades, seu pai Alex Souza foi ex-basquetebolista, e sua mãe Ciça, foi ex-voleibolista; e transferiram-se para São Paulo, e na cidade de São Caetano do Sul iniciou nas categorias de base aos 10 anos de idade, no São Cristóvão Saúde/São Caetano.
Teve passagem pelas categorias de base do Pinheiros.
Devido aos acontecimentos provocados pela pandemia da COVID-19, segundo noticiado, sua família e ela se mudariam para França e lá atuaria pelo Voléro Le Cannet ― época que surgiram rumores a cerca de uma possível naturalização para representar a França na Olimpíada de Paris 2024, que foi negado pelo empresário Eduardo Fonseca ― por causa das medidas sanitárias mundiais, os planos foram adiados, decidindo permanecer no país, passou a integrou elenco adulto do Sesc-Flamengo-RJ, sob o comando de Bernardo Rezende jogou como titular na temporada 2020-21 e sagrou-se campeã do Campeonato Carioca de 2020, no mesmo ano obteve os vice-campeonatos da Supercopa Brasileira  e também do Troféu Super Vôlei e terminou na quinta posição na Superliga Brasileira A 2020-21.

### Seleção de Base
Aos 14 anos de idade já integrava o elenco da Seleção Brasileira Sub-18, e foi convocada  sendo medalhista de bronze no Campeonato Sul-Americano em Valledupar no ano de 2018, premiada como melhor oposto do torneio, mais tarde, obteve o mesmo posto na edição do Campeonato Mundial Sub-18 em 2019 nas cidades egípcias Cairo e Ismaília, sendo premiada nesta torneio como a primeira melhor ponteira, com apenas 15 anos. Também disputou o Campeonato Mundial Sub-20 de 2019 nas cidades mexicanas de León e Aguascalientes, quando finalizou na sexta colocação, sob o comando do técnico Hairton Cabral de Oliveira.

### Seleção Principal
As vésperas da Olimpíada de Tóquio, foi convocada pelo técnico José Roberto Guimarães pra disputar a Liga das Nações de 2021 em Rimini e sagrou-se medalhista de prata. A jovem promessa jogará no time turco do Fenerbahçe Opet na temporada 2021-22.
Após uma temporada de destaque tanto no clube quanto pela seleção, Ana Cristina conseguiu a confiança do técnico da seleção brasileira principal e aos 17 anos foi convocada para jogar sua primeira edição de Jogos Olímpicos, em Tóquio. Jogando pouco, geralmente entrando para sacar, terminaria o torneio com a medalha de prata.
Em 17 de julho de 2022, foi vice-campeã da Liga das Nações 2022, ao perder para a Itália por 3 sets a 0, em Ankara, na Turquia. Se sentindo exausta e esgotada, pediu dispensa do Campeonato Mundial de Voleibol Feminino de 2022.
Em 2024, jogou sua segunda Olimpíada em Paris 2024. Conquistou a medalha de bronze, sendo a quinta maior pontuadora do torneio com 97 pontos, e a segunda melhor sacadora com 6 aces.

## Títulos
- Campeonato Turco de Voleibol Feminino: 2022-23
- Campeonato turco de voleibol feminino: 2023-24
- Campeonato Turco de Voleibol Feminino: 2021-22
- Copa da Turquia: 2021-22
- Copa da Turquia: 2022-23
- Supercopa Turca de Voleibolː: 2023
- Supercopa Brasileira de Voleibolː2020
- Troféu Super Vôlei:2020
- Campeonato Carioca:2020

### Pela Seleção Brasileira Adulta
- Olimpíada de Tóquio 2020
- Liga das Nações 2021
- Campeonato Sul-Americano 2021
- Liga das Nações de Voleibol Feminino - 2022

## Premiações individuais
- 1ª Melhor Ponteira do Campeonato Mundial Sub-18 de 2019[8]
- Melhor Oposto do Campeonato Sul-Americano Sub-18 de 2018
- Melhor Oposto do Campeonato Sul-Americano de 2021
- Melhor Ponteira do Campeonato Turco 2023/2024